# Finistère
Finistère (29) (Bretons: Penn-ar-Bed) is een Frans departement.
De naam dankt het departement aan de ligging: letterlijk betekent het fin des terres, ofwel: het einde van het land. Het gebied is dan ook een schiereiland.

## Geschiedenis
Het departement was een van de 83 departementen die werden gecreëerd tijdens de Franse Revolutie, op 4 maart 1790 door uitvoering van de wet van 22 december 1789, uitgaande van de provincie Bretagne, in principe de gebieden Cornouaille, Léon en een deel van Trégor.

## Geografie
Finistère is omgeven door de departementen Côtes-d'Armor en Morbihan. Het grenst verder in het noorden aan het Kanaal en in het westen en het zuiden aan de Atlantische Oceaan.
Finistère bestaat uit de vier arrondissementen:
- Brest
- Châteaulin
- Morlaix
- Quimper

Finistère heeft 27 kantons:
- Kantons van Finistère

Finistère heeft 283 gemeenten:
- Lijst van gemeenten in het departement Finistère

## Demografie
De inwoners van Finistère heten Finistériens.

### Demografische evolutie sinds 1962
| Naam       | Index 1962 | Index 1968 | Index 1975 | Index 1982 | Index 1990 | Index 1999 | Index 2008 | Index 2019 |
| ---------- | ---------- | ---------- | ---------- | ---------- | ---------- | ---------- | ---------- | ---------- |
| Finistère  | 100,0      | 102,6      | 107,3      | 110,5      | 111,9      | 113,7      | 118,8      | 122,1      |
| Frankrijk* | 100,0      | 107,1      | 113,3      | 117,0      | 121,9      | 126,0      | 133,8      | 140,1      |

| Naam       | Inw./km² 1962 | Inw./km² 1968 | Inw./km² 1975 | Inw./km² 1982 | Inw./km² 1990 | Inw./km² 1999 | Inw./km² 2008 | Inw./km² 2019 |
| ---------- | ------------- | ------------- | ------------- | ------------- | ------------- | ------------- | ------------- | ------------- |
| Finistère  | 111,3         | 114,2         | 119,4         | 123,0         | 124,6         | 126,6         | 132,3         | 135,9         |
| Frankrijk* | 84,2          | 90,1          | 95,4          | 98,5          | 102,7         | 106,1         | 112,7         | 119,7         |

Frankrijk* = exclusief overzeese gebieden
Bron: Recensement Populaire INSEE - 1962 tot 1999 population sans doubles comptes, nadien Population Municipale
Op 1 januari 2022 had Finistère 927.912 inwoners.

### De 10 grootste gemeenten in het departement
| Nr. | Gemeente           | Aantal inwoners (2022) |
| --- | ------------------ | ---------------------- |
| 1   | Brest              | 140.993                |
| 2   | Quimper            | 64.530                 |
| 3   | Concarneau         | 20.632                 |
| 4   | Landerneau         | 16.327                 |
| 5   | Guipavas           | 15.401                 |
| 5   | Morlaix            | 15.220                 |
| 7   | Douarnenez         | 14.188                 |
| 8   | Plouzané           | 13.437                 |
| 8   | Plougastel-Daoulas | 13.431                 |
| 10  | Quimperlé          | 12.444                 |

## Afbeeldingen

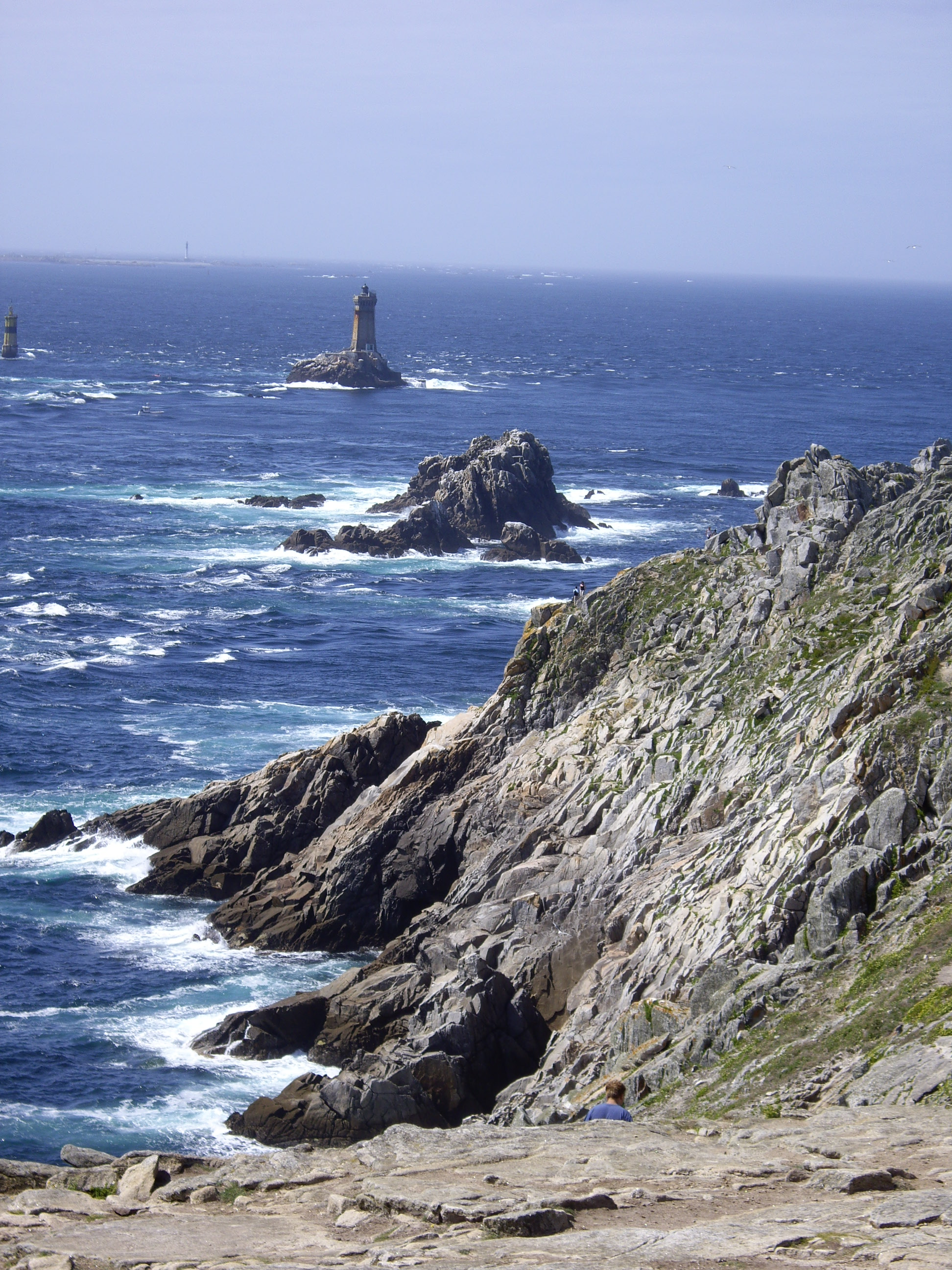
Pointe du Raz
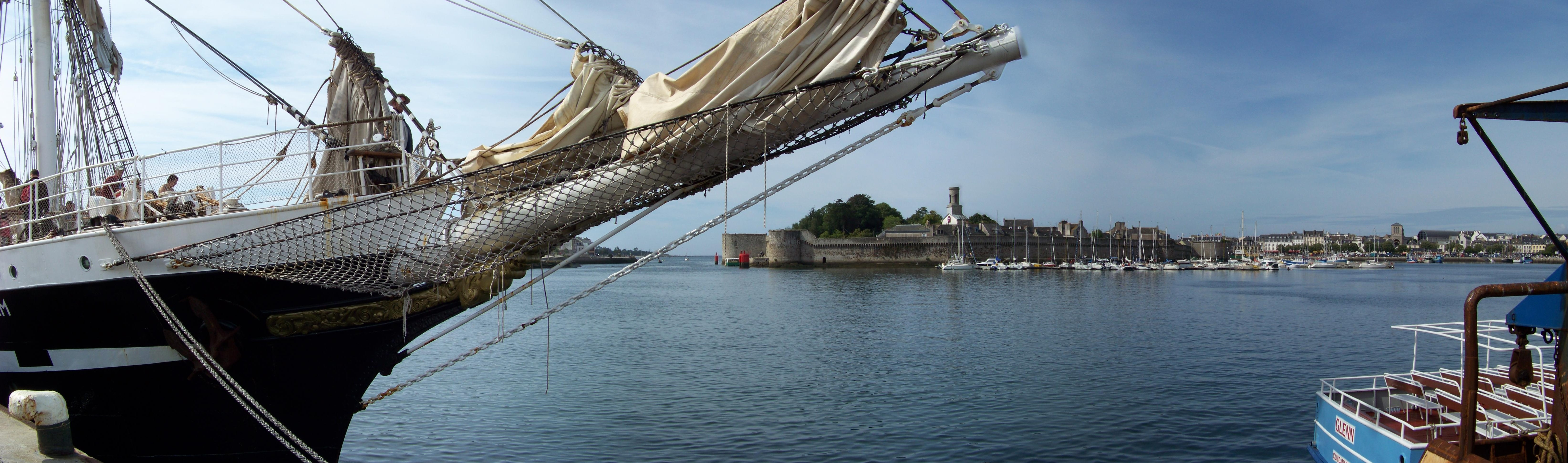
Concarneau
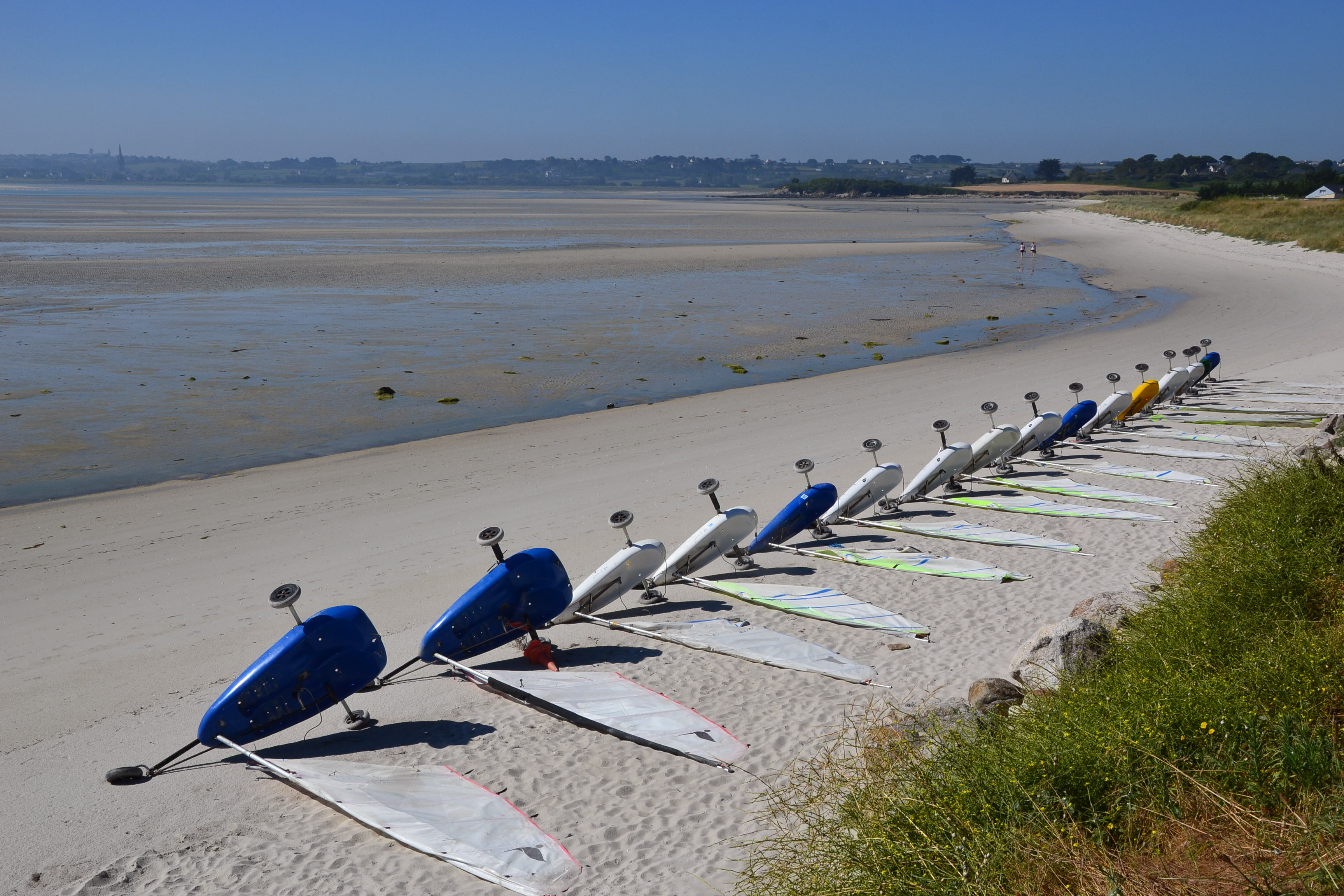
Zeilwagens op het strand van Plounéour-Trez
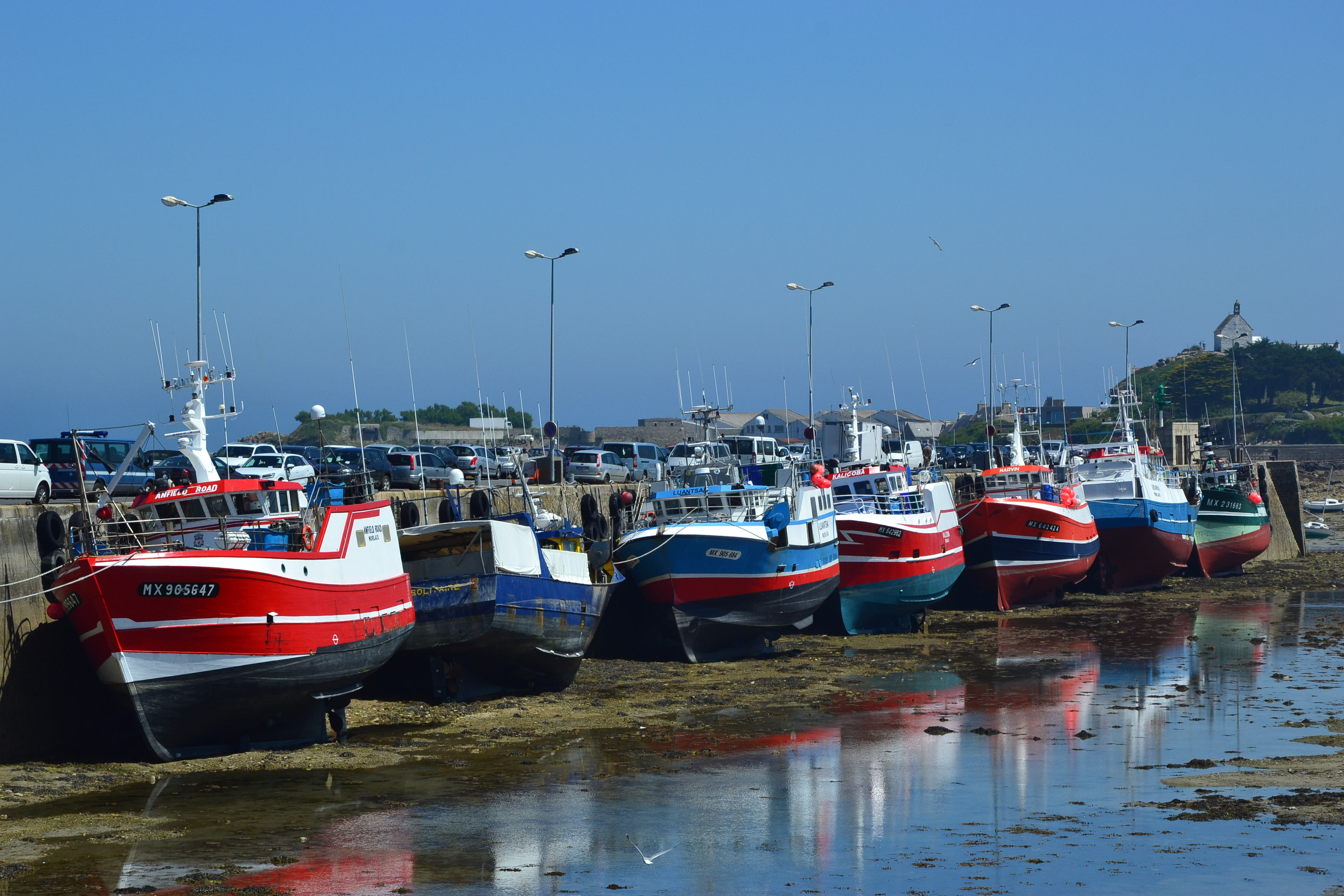
Vissershaven van Roscoff
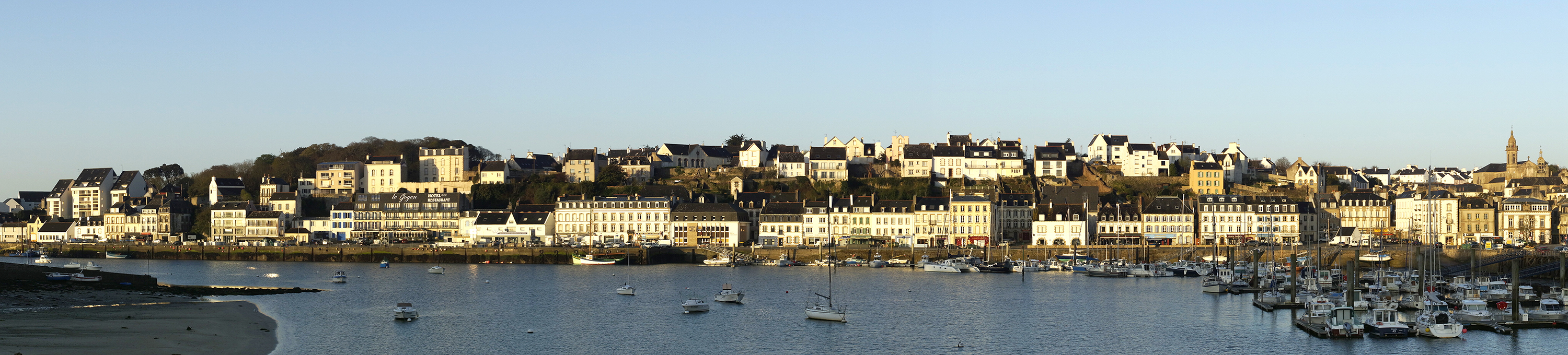
Audierne
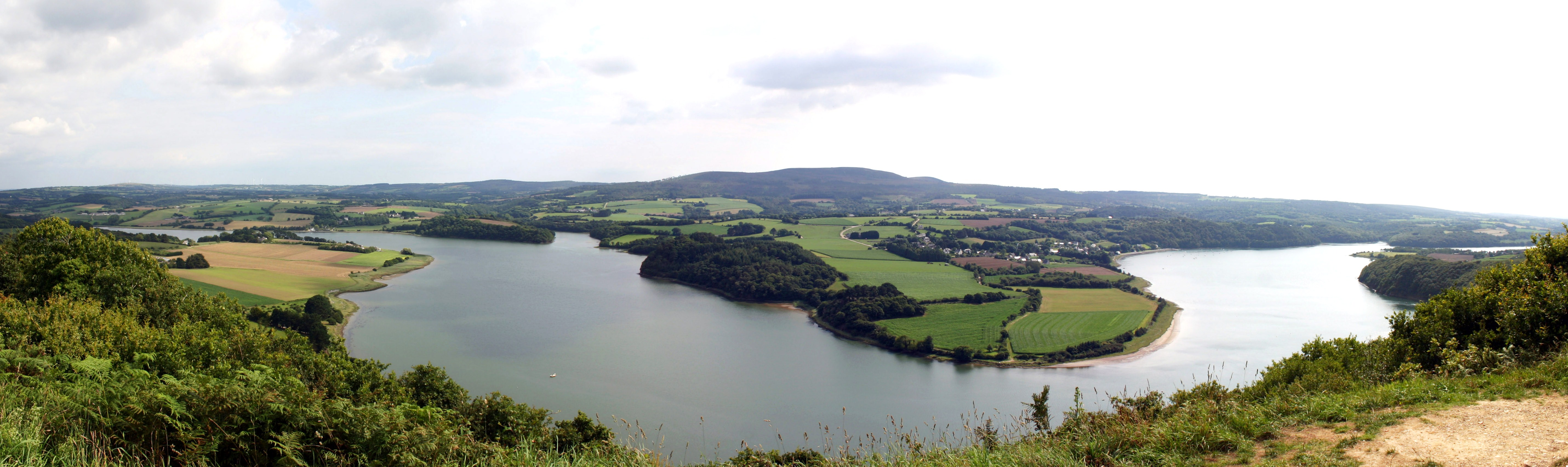
Gezicht op de Aulne